# Arturo Deliser
Arturo Harmodio Deliser Espinosa (* 24. April 1997 in Colón) ist ein panamaischer Leichtathlet, der sich auf den Sprint spezialisiert hat.

## Sportliche Laufbahn
Erste Erfahrungen bei internationalen Meisterschaften sammelte Arturo Deliser im Jahr 2011, als er bei den Zentralamerikanischen-Altersgruppenmeisterschaften in Managua in der U16-Klasse in 11,11 s die Goldmedaille im 100-Meter-Lauf gewann und auch über 150 Meter siegte und über 300 Meter sowie in zwei Staffelbewerben die Silbermedaille gewann. Im Jahr darauf siegte er bei den Jugendzentralamerikameisterschaften in San Salvador in 11,20 s im 100-Meter-Lauf sowie in 22,05 s über 200 Meter und siegte auch mit der panamaischen 4-mal-100-Meter-Staffel in 43,82 s. Anschließend siegte er bei den Jugendsüdamerikameisterschaften in Mendoza in 10,95 s und 21,31 s über 100 und 200 Meter. Zudem siegte er bei den U16-Zentralamerikameisterschaften in San José über 100, 150 und 300 Meter sowie in zwei Staffelbewerben. 2013 belegte er bei den Zentralamerikaspielen ebendort in 21,41 s den fünften Platz im 200-Meter-Lauf und konnte sein Rennen mit der panamaischen 4-mal-100-Meter-Staffel nicht beenden. Anschließend siegte er bei den Jugendzentralamerikameisterschaften über 100 und 200 Meter sowie mit der Sprintstaffel (1000 Meter) und kam mit der 4-mal-100-Meter-Staffel erneut nicht ins Ziel. Über 200 Meter erreichte er dann bei den Zentralamerikameisterschaften in Managua das Finale, ging dort aber nicht erneut an den Start. Anschließend wurde er bei den Jugendweltmeisterschaften in Donezk über 200 Meter im Halbfinale disqualifiziert und siegte daraufhin über diese Distanz in 21,62 s bei den Südamerikanischen Jugendspielen in Lima und gewann bei den Juniorensüdamerikameisterschaften in Resistencia in 21,18 s die Silbermedaille. 2014 nahm er erstmals an den Südamerikaspielen in Santiago de Chile teil, konnte dort aber seinen Vorlauf über 200 Meter nicht beenden. Anschließend siegte er bei den Jugend-Zentralamerikameisterschaften in Managua in 10,78 s über 100 Meter und wurde mit der Staffel disqualifiziert, ehe er Jugend-Zentralamerika- und Karibikmeisterschaften in Morelia in 10,85 s den vierten Platz über 100 Meter belegte und über 200 Meter und mit der Staffel nicht das Ziel erreichte. Daraufhin scheiterte er bei den Juniorenweltmeisterschaften in Eugene mit 22,11 s im Vorlauf über 200 Meter und schied auch bei den Ibero-Amerikanischen Meisterschaften in São Paulo mit 10,77 s über 100 Meter in der Vorrunde aus. Bei den Olympischen Jugendspielen in Nanjing gewann er in 10,91 s die Silbermedaille im B-Finale und anschließend siegte er bei den Jugendsüdamerikameisterschaften in Cali in 21,11 s über 200 Meter und gewann im 100-Meter-Lauf in 10,66 s die Silbermedaille.
2015 siegte er bei den Juniorensüdamerikameisterschaften in Cuenca in 20,86 s über 200 Meter und sicherte sich über 100 Meter in 10,49 s die Bronzemedaille. Anschließend gewann er auch bei den Südamerikameisterschaften in Lima in 21,25 s die Bronzemedaille hinter dem Ecuadorianer Álex Quiñónez und Diego Palomeque aus Kolumbien, ehe er bei den Panamerikanischen-Juniorenmeisterschaften in Edmonton in 21,04 s den sechsten Platz belegte. Im Jahr darauf siegte er bei den Junioren-Zentralamerikameisterschaften in San José in 10,37 s und 20,82 s über 100 und 200 Meter, ehe er bei den Zentralamerika- und Karibikmeisterschaften in San Salvador in 10,49 s und 21,15 s siegte und mit der 4-mal-100-Meter-Staffel in 41,91 s die Goldmedaille gewann und sich mit der 4-mal-400-Meter-Staffel in 3:17,34 min die Silbermedaille sicherte. 2017 belegte er bei den Zentralamerikameisterschaften in Tegucigalpa in 10,93 s den siebten Platz über 100 Meter und erreichte im 200-Meter-Lauf in 21,50 s Rang vier. 2018 schied er bei den Zentralamerika- und Karibikspielen in Barranquilla über 100 Meter mit 10,86 s im Vorlauf aus und 2020 erreichte er bei den erstmals ausgetragenen Hallensüdamerikameisterschaften in Cochabamba in 22,09 s Rang vier über 200 Meter. Im Dezember wurde er bei den Zentralamerikameisterschaften in San José in 10,94 s Vierter über 100 Meter und wurde mit der 4-mal-100-Meter-Staffel disqualifiziert. Im Jahr darauf siegte er dann in 10,42 s bei den Zentralamerikameisterschaften ebendort über 100 Meter. 2022 belegte er bei den Juegos Bolivarianos in Valledupar in 10,43 s den siebten Platz über 100 Meter und verpasste im 200-Meter-Lauf mit 21,26 s den Finaleinzug. Anschließend schied er bei den Südamerikaspielen in Asunción mit 10,90 s im Vorlauf über 100 Meter aus und belegte in 21,51 s den sechsten Platz über 200 Meter.
2023 schied er bei den Zentralamerika- und Karibikspielen in San Salvador mit 10,88 s im Vorlauf über 100 Meter aus und anschließend verpasste er bei den Südamerikameisterschaften in São Paulo mit 21,28 s den Finaleinzug über 200 Meter. Ende Oktober schied er dann bei den Panamerikanischen Spielen in Santiago de Chile mit 10,57 s im Vorlauf über 100 Meter aus. Im Jahr darauf belegte er bei den Ibero-Amerikanischen Meisterschaften in Cuiabá in 10,36 s den sechsten Platz über 100 Meter. Anschließend siegte er bei den Zentralamerikameisterschaften in San Salvador in 10,48 s über 100 Meter sowie in 21,14 s auch über 200 Meter. Im August nahm er über 100 Meter an den Olympischen Sommerspielen in Paris teil und schied dort mit 10,34 s in der ersten Runde aus. 2025 klassierte er sich bei den Hallensüdamerikameisterschaften in Cochabamba mit 6,76 s auf dem achten Platz über 60 Meter und Ende April belegte er bei den Südamerikameisterschaften in Mar del Plata in 10,20 s den vierten Platz über 100 Meter. Zudem gewann er über 200 Meter in 20,67 s die Bronzemedaille hinter dem Paraguayer César Almirón und Ronal Longa aus Kolumbien.
In den Jahren 2012 und 2024 wurde Deliser panamaischer Meister im 200-Meter-Lauf sowie 2024 auch über 100 Meter.

## Persönliche Bestzeiten
- 100 Meter: 10,14 s (+0,9 m/s), 6. Mai 2022 in Bogotá
  - 60 Meter (Halle): 6,68 s, 20. Februar 2025 in Cochabamba (panamaischer Rekord)
- 200 Meter: 20,54 s (+0,7 m/s), 9. Juni 2024 in Cochabamba
  - 200 Meter (Halle): 22,09 s, 2. Februar 2020 in Cochabamba